# Angiospermes
Les angiospermes (Angiospermae) són un divisió del regne vegetal que conté la immensa majoria de les espècies de plantes terrestres, sent la forma de vida vegetal dominant al Planeta. Són de lluny el grup més divers de plantes amb unes 300.000 espècies conegudes (i moltes encara per descobrir), cosa que representa quasi el 90% dels vegetals terrestres. En sistemes de classificació antics rebien el nom de magnoliòfits (Magnoliophyta). El mot Agiospermae prové del grec "angeion" (vas, receptacle, estoig) i "sperma" (llavor, semen), i fa referència a que les llavors d'aquestes plantes estan tancades dins del fruit.
Són les plantes amb llavors les flors de les quals tenen verticils o espirals ordenats de sèpals, pètals, estams i carpels; els carpels tanquen els òvuls i reben el pol·len a l'estigma. Això les diferencia de les gimnospermes (que reben el pol·len directament a l'òvul) i que fa que en madurar, les llavors estiguin tancades dins del fruit (com abans l'òvul dins el carpel), caràcter distintiu que dona el nom al grup.

## Denominacions: angiospermes, magnoliòfits, plantes amb flor
Magnoliophyta és una divisió del sistema de classificació de Cronquist (1981, 1988), que coincideix amb les angiospermes (Angiospermae) dels altres sistemes de classificació, des de l'antic sistema de classificació d'Engler fins als moderns sistemes APG II (2003), APG III (2009), i APG IV (2016). El nom deriva del gènere Magnolia, que necessàriament està inclòs dins del grup, seleccionat per alguns autors per a donar el nom al grup per ser un gènere representatiu de les que en aquell moment van ser considerades les angiospermes amb més caràcters ancestrals retinguts. Actualment s'utilitza àmpliament el nom Angiospermae, que té prioritat en haver estat encunyat abans.
Alguns textos, especialment els anglòfons, consideren que només les angiospermes tenen veritables flors, i per això els donen el nom de plantes amb flor, ja que consideren que la flor dels altres espermatòfits (les gimnospermes) és diferent, per bé que no deixa de ser una flor.

## Característiques
Aquest grup és considerat monofilètic perquè totes les espècies desenvolupen flors, amb quatre verticils d'estructures sexuals (estams i carpels) i auxiliars (sèpals i pètals). A l'exterior es troben els sèpals, amb funció bàsicament protectora i més a l'interior els pètals, sovint de vistosos colors. Interiorment trobem les peces masculines, els estams, i al centre de la flor es troben els carpels amb els corresponents ovaris que contenen els òvuls.

Típica flor d'angiosperma
Fruit d'angiosperma
Cicle de vida d'una angiosperma

## Ecologia
Les angiospermes han ocupat quasi tots els nínxols ecològics i dominen la major part dels paisatges naturals. Aproximadament les dues terceres parts de totes les espècies són pròpies dels tròpics, però les activitats humanes les estan exterminant a gran velocitat. Pertanyen a aquest grup gairebé totes les plantes arbustives i herbàcies, la major part dels arbres, amb l'excepció dels pins i d'altres coníferes, i plantes més especialitzades, com suculentes, epífites i aquàtiques.

## Utilitat
Els membres d'aquesta divisió són la font de la major part dels aliments en què l'ésser humà i altres mamífers basen la seva subsistència, així com de moltes matèries primeres i productes naturals. Només un miler d'espècies tenen importància econòmica digna de consideració, i el gruix de l'alimentació mundial prové de només quinze espècies. Si s'estudiessin com cal, podrien utilitzar-se diversos centenars més d'espècies.

## Història evolutiva
Els avantpassats de les plantes amb flors van divergir de l'ancestre comú de totes les gimnospermes vives durant el Carbonífer, fa més de 300 milions d'anys. Els parents fòssils més propers de les plantes amb flors són incerts i polèmics. El registre més antic de pol·len d'angiospermes apareix fa uns 134 milions d'anys durant el Cretaci inferior. Al llarg del Cretaci, les angiospermes es van diversificar de manera explosiva, convertint-se en el grup de plantes dominant a tot el planeta al final del període, corresponent a la disminució i l'extinció dels grups de gimnospermes prèviament estesos.

## Taxonomia i filogènia
L'antiga divisió de les angiospermes en dues classes, monocotiledònies (Liliopsida) i dicotiledònies (Magnoliopsida) ha estat clarament superada.
Segons el sistema de classificació actualment en ús (APG IV, 2016), les angiospermes es classifiquen així:
|  | Austrobaileyales |
|  |                  |

|  | Chloranthales |
|  |               |

|  | Magnoliidae |
|  |             |

|  | Chloranthales |
|  |               |

|  | Magnoliidae |
|  |             |

|  | Ceratophyllales |
|  |                 |

|  | Eudicotyledoneae |
|  |                  |

|  | Ceratophyllales |
|  |                 |

|  | Eudicotyledoneae |
|  |                  |

|  | Ceratophyllales |
|  |                 |

|  | Eudicotyledoneae |
|  |                  |

|  | Ceratophyllales |
|  |                 |

|  | Eudicotyledoneae |
|  |                  |

|  | Chloranthales |
|  |               |

|  | Magnoliidae |
|  |             |

|  | Chloranthales |
|  |               |

|  | Magnoliidae |
|  |             |

|  | Ceratophyllales |
|  |                 |

|  | Eudicotyledoneae |
|  |                  |

|  | Ceratophyllales |
|  |                 |

|  | Eudicotyledoneae |
|  |                  |

|  | Ceratophyllales |
|  |                 |

|  | Eudicotyledoneae |
|  |                  |

|  | Ceratophyllales |
|  |                 |

|  | Eudicotyledoneae |
|  |                  |

|  | Austrobaileyales |
|  |                  |

|  | Chloranthales |
|  |               |

|  | Magnoliidae |
|  |             |

|  | Chloranthales |
|  |               |

|  | Magnoliidae |
|  |             |

|  | Ceratophyllales |
|  |                 |

|  | Eudicotyledoneae |
|  |                  |

|  | Ceratophyllales |
|  |                 |

|  | Eudicotyledoneae |
|  |                  |

|  | Ceratophyllales |
|  |                 |

|  | Eudicotyledoneae |
|  |                  |

|  | Ceratophyllales |
|  |                 |

|  | Eudicotyledoneae |
|  |                  |

|  | Chloranthales |
|  |               |

|  | Magnoliidae |
|  |             |

|  | Chloranthales |
|  |               |

|  | Magnoliidae |
|  |             |

|  | Ceratophyllales |
|  |                 |

|  | Eudicotyledoneae |
|  |                  |

|  | Ceratophyllales |
|  |                 |

|  | Eudicotyledoneae |
|  |                  |

|  | Ceratophyllales |
|  |                 |

|  | Eudicotyledoneae |
|  |                  |

|  | Ceratophyllales |
|  |                 |

|  | Eudicotyledoneae |
|  |                  |

|  | Austrobaileyales |
|  |                  |

|  | Chloranthales |
|  |               |

|  | Magnoliidae |
|  |             |

|  | Chloranthales |
|  |               |

|  | Magnoliidae |
|  |             |

|  | Ceratophyllales |
|  |                 |

|  | Eudicotyledoneae |
|  |                  |

|  | Ceratophyllales |
|  |                 |

|  | Eudicotyledoneae |
|  |                  |

|  | Ceratophyllales |
|  |                 |

|  | Eudicotyledoneae |
|  |                  |

|  | Ceratophyllales |
|  |                 |

|  | Eudicotyledoneae |
|  |                  |

|  | Chloranthales |
|  |               |

|  | Magnoliidae |
|  |             |

|  | Chloranthales |
|  |               |

|  | Magnoliidae |
|  |             |

|  | Ceratophyllales |
|  |                 |

|  | Eudicotyledoneae |
|  |                  |

|  | Ceratophyllales |
|  |                 |

|  | Eudicotyledoneae |
|  |                  |

|  | Ceratophyllales |
|  |                 |

|  | Eudicotyledoneae |
|  |                  |

|  | Ceratophyllales |
|  |                 |

|  | Eudicotyledoneae |
|  |                  |

|  | Austrobaileyales |
|  |                  |

|  | Chloranthales |
|  |               |

|  | Magnoliidae |
|  |             |

|  | Chloranthales |
|  |               |

|  | Magnoliidae |
|  |             |

|  | Ceratophyllales |
|  |                 |

|  | Eudicotyledoneae |
|  |                  |

|  | Ceratophyllales |
|  |                 |

|  | Eudicotyledoneae |
|  |                  |

|  | Ceratophyllales |
|  |                 |

|  | Eudicotyledoneae |
|  |                  |

|  | Ceratophyllales |
|  |                 |

|  | Eudicotyledoneae |
|  |                  |

|  | Chloranthales |
|  |               |

|  | Magnoliidae |
|  |             |

|  | Chloranthales |
|  |               |

|  | Magnoliidae |
|  |             |

|  | Ceratophyllales |
|  |                 |

|  | Eudicotyledoneae |
|  |                  |

|  | Ceratophyllales |
|  |                 |

|  | Eudicotyledoneae |
|  |                  |

|  | Ceratophyllales |
|  |                 |

|  | Eudicotyledoneae |
|  |                  |

|  | Ceratophyllales |
|  |                 |

|  | Eudicotyledoneae |
|  |                  |

|  | Austrobaileyales |
|  |                  |

|  | Chloranthales |
|  |               |

|  | Magnoliidae |
|  |             |

|  | Chloranthales |
|  |               |

|  | Magnoliidae |
|  |             |

|  | Ceratophyllales |
|  |                 |

|  | Eudicotyledoneae |
|  |                  |

|  | Ceratophyllales |
|  |                 |

|  | Eudicotyledoneae |
|  |                  |

|  | Ceratophyllales |
|  |                 |

|  | Eudicotyledoneae |
|  |                  |

|  | Ceratophyllales |
|  |                 |

|  | Eudicotyledoneae |
|  |                  |

|  | Chloranthales |
|  |               |

|  | Magnoliidae |
|  |             |

|  | Chloranthales |
|  |               |

|  | Magnoliidae |
|  |             |

|  | Ceratophyllales |
|  |                 |

|  | Eudicotyledoneae |
|  |                  |

|  | Ceratophyllales |
|  |                 |

|  | Eudicotyledoneae |
|  |                  |

|  | Ceratophyllales |
|  |                 |

|  | Eudicotyledoneae |
|  |                  |

|  | Ceratophyllales |
|  |                 |

|  | Eudicotyledoneae |
|  |                  |

|  | Austrobaileyales |
|  |                  |

|  | Chloranthales |
|  |               |

|  | Magnoliidae |
|  |             |

|  | Chloranthales |
|  |               |

|  | Magnoliidae |
|  |             |

|  | Ceratophyllales |
|  |                 |

|  | Eudicotyledoneae |
|  |                  |

|  | Ceratophyllales |
|  |                 |

|  | Eudicotyledoneae |
|  |                  |

|  | Ceratophyllales |
|  |                 |

|  | Eudicotyledoneae |
|  |                  |

|  | Ceratophyllales |
|  |                 |

|  | Eudicotyledoneae |
|  |                  |

|  | Chloranthales |
|  |               |

|  | Magnoliidae |
|  |             |

|  | Chloranthales |
|  |               |

|  | Magnoliidae |
|  |             |

|  | Ceratophyllales |
|  |                 |

|  | Eudicotyledoneae |
|  |                  |

|  | Ceratophyllales |
|  |                 |

|  | Eudicotyledoneae |
|  |                  |

|  | Ceratophyllales |
|  |                 |

|  | Eudicotyledoneae |
|  |                  |

|  | Ceratophyllales |
|  |                 |

|  | Eudicotyledoneae |
|  |                  |

|  | Austrobaileyales |
|  |                  |

|  | Chloranthales |
|  |               |

|  | Magnoliidae |
|  |             |

|  | Chloranthales |
|  |               |

|  | Magnoliidae |
|  |             |

|  | Ceratophyllales |
|  |                 |

|  | Eudicotyledoneae |
|  |                  |

|  | Ceratophyllales |
|  |                 |

|  | Eudicotyledoneae |
|  |                  |

|  | Ceratophyllales |
|  |                 |

|  | Eudicotyledoneae |
|  |                  |

|  | Ceratophyllales |
|  |                 |

|  | Eudicotyledoneae |
|  |                  |

|  | Chloranthales |
|  |               |

|  | Magnoliidae |
|  |             |

|  | Chloranthales |
|  |               |

|  | Magnoliidae |
|  |             |

|  | Ceratophyllales |
|  |                 |

|  | Eudicotyledoneae |
|  |                  |

|  | Ceratophyllales |
|  |                 |

|  | Eudicotyledoneae |
|  |                  |

|  | Ceratophyllales |
|  |                 |

|  | Eudicotyledoneae |
|  |                  |

|  | Ceratophyllales |
|  |                 |

|  | Eudicotyledoneae |
|  |                  |

|  | Austrobaileyales |
|  |                  |

|  | Chloranthales |
|  |               |

|  | Magnoliidae |
|  |             |

|  | Chloranthales |
|  |               |

|  | Magnoliidae |
|  |             |

|  | Ceratophyllales |
|  |                 |

|  | Eudicotyledoneae |
|  |                  |

|  | Ceratophyllales |
|  |                 |

|  | Eudicotyledoneae |
|  |                  |

|  | Ceratophyllales |
|  |                 |

|  | Eudicotyledoneae |
|  |                  |

|  | Ceratophyllales |
|  |                 |

|  | Eudicotyledoneae |
|  |                  |

|  | Chloranthales |
|  |               |

|  | Magnoliidae |
|  |             |

|  | Chloranthales |
|  |               |

|  | Magnoliidae |
|  |             |

|  | Ceratophyllales |
|  |                 |

|  | Eudicotyledoneae |
|  |                  |

|  | Ceratophyllales |
|  |                 |

|  | Eudicotyledoneae |
|  |                  |

|  | Ceratophyllales |
|  |                 |

|  | Eudicotyledoneae |
|  |                  |

|  | Ceratophyllales |
|  |                 |

|  | Eudicotyledoneae |
|  |                  |

|  | Austrobaileyales |
|  |                  |

|  | Chloranthales |
|  |               |

|  | Magnoliidae |
|  |             |

|  | Chloranthales |
|  |               |

|  | Magnoliidae |
|  |             |

|  | Ceratophyllales |
|  |                 |

|  | Eudicotyledoneae |
|  |                  |

|  | Ceratophyllales |
|  |                 |

|  | Eudicotyledoneae |
|  |                  |

|  | Ceratophyllales |
|  |                 |

|  | Eudicotyledoneae |
|  |                  |

|  | Ceratophyllales |
|  |                 |

|  | Eudicotyledoneae |
|  |                  |

|  | Chloranthales |
|  |               |

|  | Magnoliidae |
|  |             |

|  | Chloranthales |
|  |               |

|  | Magnoliidae |
|  |             |

|  | Ceratophyllales |
|  |                 |

|  | Eudicotyledoneae |
|  |                  |

|  | Ceratophyllales |
|  |                 |

|  | Eudicotyledoneae |
|  |                  |

|  | Ceratophyllales |
|  |                 |

|  | Eudicotyledoneae |
|  |                  |

|  | Ceratophyllales |
|  |                 |

|  | Eudicotyledoneae |
|  |                  |

|  | Austrobaileyales |
|  |                  |

|  | Chloranthales |
|  |               |

|  | Magnoliidae |
|  |             |

|  | Chloranthales |
|  |               |

|  | Magnoliidae |
|  |             |

|  | Ceratophyllales |
|  |                 |

|  | Eudicotyledoneae |
|  |                  |

|  | Ceratophyllales |
|  |                 |

|  | Eudicotyledoneae |
|  |                  |

|  | Ceratophyllales |
|  |                 |

|  | Eudicotyledoneae |
|  |                  |

|  | Ceratophyllales |
|  |                 |

|  | Eudicotyledoneae |
|  |                  |

|  | Chloranthales |
|  |               |

|  | Magnoliidae |
|  |             |

|  | Chloranthales |
|  |               |

|  | Magnoliidae |
|  |             |

|  | Ceratophyllales |
|  |                 |

|  | Eudicotyledoneae |
|  |                  |

|  | Ceratophyllales |
|  |                 |

|  | Eudicotyledoneae |
|  |                  |

|  | Ceratophyllales |
|  |                 |

|  | Eudicotyledoneae |
|  |                  |

|  | Ceratophyllales |
|  |                 |

|  | Eudicotyledoneae |
|  |                  |

|  | Austrobaileyales |
|  |                  |

|  | Chloranthales |
|  |               |

|  | Magnoliidae |
|  |             |

|  | Chloranthales |
|  |               |

|  | Magnoliidae |
|  |             |

|  | Ceratophyllales |
|  |                 |

|  | Eudicotyledoneae |
|  |                  |

|  | Ceratophyllales |
|  |                 |

|  | Eudicotyledoneae |
|  |                  |

|  | Ceratophyllales |
|  |                 |

|  | Eudicotyledoneae |
|  |                  |

|  | Ceratophyllales |
|  |                 |

|  | Eudicotyledoneae |
|  |                  |

|  | Chloranthales |
|  |               |

|  | Magnoliidae |
|  |             |

|  | Chloranthales |
|  |               |

|  | Magnoliidae |
|  |             |

|  | Ceratophyllales |
|  |                 |

|  | Eudicotyledoneae |
|  |                  |

|  | Ceratophyllales |
|  |                 |

|  | Eudicotyledoneae |
|  |                  |

|  | Ceratophyllales |
|  |                 |

|  | Eudicotyledoneae |
|  |                  |

|  | Ceratophyllales |
|  |                 |

|  | Eudicotyledoneae |
|  |                  |

|  | Austrobaileyales |
|  |                  |

|  | Chloranthales |
|  |               |

|  | Magnoliidae |
|  |             |

|  | Chloranthales |
|  |               |

|  | Magnoliidae |
|  |             |

|  | Ceratophyllales |
|  |                 |

|  | Eudicotyledoneae |
|  |                  |

|  | Ceratophyllales |
|  |                 |

|  | Eudicotyledoneae |
|  |                  |

|  | Ceratophyllales |
|  |                 |

|  | Eudicotyledoneae |
|  |                  |

|  | Ceratophyllales |
|  |                 |

|  | Eudicotyledoneae |
|  |                  |

|  | Chloranthales |
|  |               |

|  | Magnoliidae |
|  |             |

|  | Chloranthales |
|  |               |

|  | Magnoliidae |
|  |             |

|  | Ceratophyllales |
|  |                 |

|  | Eudicotyledoneae |
|  |                  |

|  | Ceratophyllales |
|  |                 |

|  | Eudicotyledoneae |
|  |                  |

|  | Ceratophyllales |
|  |                 |

|  | Eudicotyledoneae |
|  |                  |

|  | Ceratophyllales |
|  |                 |

|  | Eudicotyledoneae |
|  |                  |

|  | Austrobaileyales |
|  |                  |

|  | Chloranthales |
|  |               |

|  | Magnoliidae |
|  |             |

|  | Chloranthales |
|  |               |

|  | Magnoliidae |
|  |             |

|  | Ceratophyllales |
|  |                 |

|  | Eudicotyledoneae |
|  |                  |

|  | Ceratophyllales |
|  |                 |

|  | Eudicotyledoneae |
|  |                  |

|  | Ceratophyllales |
|  |                 |

|  | Eudicotyledoneae |
|  |                  |

|  | Ceratophyllales |
|  |                 |

|  | Eudicotyledoneae |
|  |                  |

|  | Chloranthales |
|  |               |

|  | Magnoliidae |
|  |             |

|  | Chloranthales |
|  |               |

|  | Magnoliidae |
|  |             |

|  | Ceratophyllales |
|  |                 |

|  | Eudicotyledoneae |
|  |                  |

|  | Ceratophyllales |
|  |                 |

|  | Eudicotyledoneae |
|  |                  |

|  | Ceratophyllales |
|  |                 |

|  | Eudicotyledoneae |
|  |                  |

|  | Ceratophyllales |
|  |                 |

|  | Eudicotyledoneae |
|  |                  |

|  | Austrobaileyales |
|  |                  |

|  | Chloranthales |
|  |               |

|  | Magnoliidae |
|  |             |

|  | Chloranthales |
|  |               |

|  | Magnoliidae |
|  |             |

|  | Ceratophyllales |
|  |                 |

|  | Eudicotyledoneae |
|  |                  |

|  | Ceratophyllales |
|  |                 |

|  | Eudicotyledoneae |
|  |                  |

|  | Ceratophyllales |
|  |                 |

|  | Eudicotyledoneae |
|  |                  |

|  | Ceratophyllales |
|  |                 |

|  | Eudicotyledoneae |
|  |                  |

|  | Chloranthales |
|  |               |

|  | Magnoliidae |
|  |             |

|  | Chloranthales |
|  |               |

|  | Magnoliidae |
|  |             |

|  | Ceratophyllales |
|  |                 |

|  | Eudicotyledoneae |
|  |                  |

|  | Ceratophyllales |
|  |                 |

|  | Eudicotyledoneae |
|  |                  |

|  | Ceratophyllales |
|  |                 |

|  | Eudicotyledoneae |
|  |                  |

|  | Ceratophyllales |
|  |                 |

|  | Eudicotyledoneae |
|  |                  |

|  | Austrobaileyales |
|  |                  |

|  | Chloranthales |
|  |               |

|  | Magnoliidae |
|  |             |

|  | Chloranthales |
|  |               |

|  | Magnoliidae |
|  |             |

|  | Ceratophyllales |
|  |                 |

|  | Eudicotyledoneae |
|  |                  |

|  | Ceratophyllales |
|  |                 |

|  | Eudicotyledoneae |
|  |                  |

|  | Ceratophyllales |
|  |                 |

|  | Eudicotyledoneae |
|  |                  |

|  | Ceratophyllales |
|  |                 |

|  | Eudicotyledoneae |
|  |                  |

|  | Chloranthales |
|  |               |

|  | Magnoliidae |
|  |             |

|  | Chloranthales |
|  |               |

|  | Magnoliidae |
|  |             |

|  | Ceratophyllales |
|  |                 |

|  | Eudicotyledoneae |
|  |                  |

|  | Ceratophyllales |
|  |                 |

|  | Eudicotyledoneae |
|  |                  |

|  | Ceratophyllales |
|  |                 |

|  | Eudicotyledoneae |
|  |                  |

|  | Ceratophyllales |
|  |                 |

|  | Eudicotyledoneae |
|  |                  |

|  | Austrobaileyales |
|  |                  |

|  | Chloranthales |
|  |               |

|  | Magnoliidae |
|  |             |

|  | Chloranthales |
|  |               |

|  | Magnoliidae |
|  |             |

|  | Ceratophyllales |
|  |                 |

|  | Eudicotyledoneae |
|  |                  |

|  | Ceratophyllales |
|  |                 |

|  | Eudicotyledoneae |
|  |                  |

|  | Ceratophyllales |
|  |                 |

|  | Eudicotyledoneae |
|  |                  |

|  | Ceratophyllales |
|  |                 |

|  | Eudicotyledoneae |
|  |                  |

|  | Chloranthales |
|  |               |

|  | Magnoliidae |
|  |             |

|  | Chloranthales |
|  |               |

|  | Magnoliidae |
|  |             |

|  | Ceratophyllales |
|  |                 |

|  | Eudicotyledoneae |
|  |                  |

|  | Ceratophyllales |
|  |                 |

|  | Eudicotyledoneae |
|  |                  |

|  | Ceratophyllales |
|  |                 |

|  | Eudicotyledoneae |
|  |                  |

|  | Ceratophyllales |
|  |                 |

|  | Eudicotyledoneae |
|  |                  |